# He Long
He Long (cinese semplificato 贺龙, cinese tradizionale 賀龍, pinyin Hè Lóng, Wade-Giles Ho Lung; Sangzhi, 22 marzo 1896 – Pechino, 9 giugno 1969) è stato un generale e politico cinese.

## Biografia
Proveniente da una poverissima famiglia rurale incapace di garantirgli degli studi scolastici, iniziò la sua carriera rivoluzionaria nel 1914 per vendicare la morte violenta di un suo zio, scappando di casa e divenendo un fuorilegge con alle spalle un piccolo esercito. In seguito aderì al Kuomintang e prese parte alla spedizione del Nord, grazie alla quale fu promosso comandante del XX Esercito Rivoluzionario Nazionale. Nominato nel 1927 capo della Rivolta di Nanchang, si ribellò contro Chiang Kai-shek nel settembre dello stesso anno dopo che quest'ultimo palesò la sua volontà di sopprimere violentemente comunisti.
Dopo la fuga, organizzò un soviet nelle zone rurali dello Hunan (e più tardi a Guizhou), ma fu costretto ad abbandonare le sue basi per paura delle campagne di accerchiamento di Chiang. Si unì alla Lunga marcia nel 1935, più di un anno dopo che le forze associate a Mao Zedong e Zhu De furono costrette a farla. Considerato inizialmente vicino alle posizioni di Zhang Guotao, entrò in contrasto con lui circa la strategia che l'Armata Rossa Cinese doveva condurre e di conseguenza divenne un sostenitore di Mao.
Dopo aver creato e organizzato un quartier generale nello Shaanxi, condusse una guerriglia nella Cina nord-occidentale sia nella guerra civile cinese che nella seconda guerra sino-giapponese: egli comandò una forza di 170.000 soldati dell'Esercito Popolare di Liberazione e nel 1945 venne nominato secondo comandante delle truppe dopo Peng Dehuai. Gli venne assegnato il controllo della Cina sud-occidentale alla fine degli anni Quaranta e trascorse la maggior parte degli anni Cinquanta nel sud-ovest del paese ad amministrare la regione sia dal punto di vista civile sia da quello militare.
Ricoprì numerose cariche civili e militari dopo la fondazione della Repubblica Popolare Cinese nel 1949. Nel 1955 gli venne riconosciuto un grande merito nella vittoria del Partito Comunista Cinese (di cui fu membro del comitato centrale) e fu uno dei dieci marescialli dello Stato nominati dal partito. Scelto come vicepremier nello stesso anno, entrò in contrasto con Mao perché ostacolò l'ostracismo che il leader rivoluzionario voleva imporre a Peng Dehuai nel 1959, tanto che He tentò successivamente a riabilitarlo. Esonerato da tutti gli incarichi a seguito della rivoluzione culturale e condotto in prigione, morì a seguito di un'iniezione di glucosio fattagli dai suoi carcerieri (egli infatti soffriva di diabete).
Nel 1978 venne riabilitato da Deng Xiaoping e nove anni dopo uno stadio sportivo a Changsha venne ribattezzato He Long in suo onore.